# Coleoxestia polita
Coleoxestia polita is een keversoort uit de familie van de boktorren (Cerambycidae). De wetenschappelijke naam van de soort werd in 1880 als Xestia polita gepubliceerd door Charles Owen Waterhouse.